# Tovomita
Tovomita es un  género de plantas de la familia Clusiaceae. Son notables por tener el látex blanco-amarillento y por su contenido de  xantonas. Comprende unas 45 especies que se encuentran en América tropical, 30 de ellas en Venezuela. Unas cuantas están ahora clasificada en el género Dystovomita, por ejemplo  Tovomita brasiliensis.

## Descripción
Son árboles o arbustos 2–10 m de alto, generalmente con las hojas agrupadas y ramificándose por debajo de las agrupaciones (simpodial), látex blanco; plantas dioicas. Las inflorescencias terminales, generalmente panículas con pocas flores. El fruto es una cápsula suculenta, 4–6-locular, piriforme, 3–3.5 cm de largo, verde o café-verdosa, las valvas moradas en el interior, con una semilla  o raramente 2 por lóculo, verdes con arilo anaranjado.

## Especies seleccionadas
- Tovomita aequatoriensis
- Tovomita brasiliensis
- Tovomita chachapoyasensis
- Tovomita croatii
- Tovomita longifolia
- Tovomita macrophylla
- Tovomita microcarpa
- Tovomita rubella
- Tovomita stylosa
- Tovomita weberbaueri
- Tovomita weddelliana

- Esta obra contiene una traducción  derivada de «Tovomita» de Wikipedia en inglés, publicada por sus editores bajo la Licencia de documentación libre de GNU y la Licencia Creative Commons Atribución-CompartirIgual 4.0 Internacional.

1. ↑  A New Genus of Neotropical Guttiferae, W.G. D'Arcy, Ann. Missouri Bot. Gard., 65, 694-697, 1978
2. ↑  «Tovomita». Tropicos.org. Missouri Botanical Garden: Flora de Nicaragua. Consultado el 28 de junio de 2010.

- Datos: Q5794601
- Multimedia: Tovomita / Q5794601
- Especies: Tovomita